# The Rascals
The Rascals foi uma banda britânica de indie rock e rock experimental formada em 2006 na pequena cidade de Wirral, próximo de Liverpool na Inglaterra.
A banda usa o nome da banda americana dos anos 1960 The Rascals. A banda é um trio composta por Miles Kane (vocal,guitarra), Joe Edwards (baixo) e Greg Mighall (bateria).Todos os três integrantes eram da banda de indie rock The Little Flames.
Em dezembro de 2007 lançaram seu primeiro EP Out of Dreams, e em junho de 2008 seu álbum Rascalize.A banda é apadrinhada pelos Arctic Monkeys e tocam em vários shows de abertura deles.Isso fez que Miles Kane gravasse com Alex Turner o vocalista dos Arctic Monkeys um projeto paralelo ao da banda, os Last Shadow Puppets. Miles anunciou que banda tinha acabado por que a banda tinha separado, e agora o Miles Kane está neste momento a trabalhar em novo material e tem estado em estúdio a gravar canções solo.